# Avanhandava
Avanhandava és un municipi de l'estat de São Paulo, al Brasil. Es localitza a una altitud de 428 metres. S'estimava la població estimada el 2004 a 9.268 habitants.

## Història
La regió actualment ocupada pel municipi era habitada, fins a l'inici del segle xx, per indis caingangues i coronats. En 1904, el coronel Antônio Flávio Martins Ferreira va arribar de Franca i va adquirir 3.500 alqueires de terres de la vall del riu Tietê entre els rius Bonito i Dourado. Era l'inici del patrimoni de Camp Verd. El 1908, la regió va passar a acollir el districte policial de Miguel Calmon i va inaugurar una part de la carretera del nord-oest del Brasil. En 1909, el districte va ser elevat a la categoria de districte de pau pertanyent a São José do Rio Preto, passant a anomenar-se simplement Calmon. El 1910, el districte va passar a pertànyer al municipi de Bauru.
En 1913, el districte va passar a pertànyer al municipi de Penápolis. El 1921, es va construir la primera edificació amb maons de la ciutat: la capella de Santa Llúcia, patrona de la ciutat. En aquesta època, els indis locals, que acostumaven a atacar la població no índia, van ser pacificats per Cândido Rondon. El 1925, el districte de Calmon va ser elevat a la condició de municipi autònom amb el nom de Avanhandava', un nom tupí que significa "lloc de la carrera dels homes" (abá, home + nhan, córrer + aba, lloc), en referència a una llei de la regió que obligava les persones que venien en canoa a prosseguir a peu.
El 1952 hi va caure el meteorit Avanhandava, que es va traslladar al Museu Nacional del Brasil on va patir l'incendi de grans proporcions del 2 de setembre de 2018.